# Prieuré Notre-Dame de Banelle
Le prieuré Notre-Dame de Banelle est un sanctuaire et lieu de pèlerinage catholique situé à Escurolles (Allier).

## Localisation
Le prieuré Notre-Dame est situé sur la commune d'Escurolles, à la limite de celle d'Espinasse-Vozelle. Il se trouve sur la route qui relie ces deux communes (D 215), à environ 3 km au sud-est d'Escurolles.

## Histoire
Dès le XVe siècle existe à cet endroit un prieuré.
En 1627, une statue de la Vierge est découverte dans la forêt de Banelle, qui couvrait le site. On lui attribue vite des vertus miraculeuses. Un seigneur du voisinage, Jean Baptiste de Capponi, fait bâtir entre 1634 et 1638 la chapelle actuelle.
En 1726, l'importance de la fréquentation du sanctuaire conduit l'évêque de Clermont à faire de ce lieu le siège d'une paroisse de plein exercice.
Sous la Révolution, le prieuré est vendu comme bien national. La statue de la Vierge a été cachée chez des habitants.
Le prieuré est racheté en 1992 par une association, l'Association Notre-Dame de Banelle, qui s'est donné pour mission de préserver le site et d'y faire vivre, en accord avec le diocèse de Moulins, le culte et le pèlerinage. Le pèlerinage annuel a lieu le troisième dimanche de septembre.

## Description
Le prieuré comprend la chapelle (ou oratoire), l'ancienne église paroissiale et une grande maison (maison presbytérale) avec son parc.
La chapelle est un édifice de petite dimension, de forme carrée (5,5 m x 5,5 m). Elle est couverte en ardoises par un toit en pavillon aux pentes courbes, surmonté d'un lanterneau coiffé d'une croix ; ce lanterneau permet un éclairage zénithal. Un appentis couvert en tuiles s'appuie sur le côté droit de la chapelle.
La maison presbytérale telle qu'on la voit aujourd'hui date du troisième quart du XVIIIe siècle. Elle a remplacé des maisons plus anciennes.